# Іспит на безсмертя
«Іспит на безсмертя» (рос. «Экзамен на бессмертие») — радянський художній фільм режисера Олексія Салтикова, знятий у 1983 році.

## Сюжет
Фільм починається кінохронікою 1982 року, в якій показано покладання квітів до Могили невідомого солдата курсантами. Пізньої осені 1941 року рота кремлівських курсантів прямує на фронт під Москву і займає оборону біля одного з сіл. Четвертим взводом командує 18-річний Олексій Воронов, який нещодавно став молодшим лейтенантом. У селі він знайомиться з комірником Маринкою і закохується в неї. Прізвище Маринки виявляється також Воронова, і день народження у них з Олексієм в один день (їй 17 років). Олексій пропонує Маринці одружитися і на день народження приходить в гості до їх сім'ї.
Під час мінометного обстрілу гине політрук Анісімов і кілька курсантів. Незабаром Васюкову з Вороновим вдається збити німецький літак за допомогою протитанкової гвинтівки. На позиції роти приходять бійці розгромленої дивізії, що вийшли з оточення. Капітан Рюмін, командувач ротою курсантів, розуміє, що вони теж знаходяться в оточенні та що в разі танкової атаки німців з тилу рота буде знищена. Він вирішує для підняття бойового духу курсантів провести несподівану атаку на зайняте німцями село попереду.
Після нічної атаки, що опинилася успішною, Рюмін сподівається вийти до своїх, проте день застає роту в невеликому ліску, де вона потрапляє під авіаналіт. Олексій стає свідком загибелі Маринки, що біжить по полю, від вибуху бомби. Незабаром в ліс, де знаходиться рота, входять німецькі танки та піхота, які знищують майже всіх курсантів. Решта кілька чоловік з пораненим капітаном Рюміним виходять на поле і намагається сховатися у скиртах. Рюмін накладає на себе руки, Олексій риє йому могилу. З'являються німецькі танки. Один з них знищує курсантів, що сховалися в скирті, а Васюков гине, підбиваючи танк. Другий танк підбиває пляшкою із запальною сумішшю сам Олексій. Після цього він бере в руки по пляшці і йде по снігу вперед, туди, де чутні постріли. Фільм закінчується хронікою військового параду на Червоній площі у 1982 році.

## У ролях
- Андрій Альошин —  Олексій Воронов
- Олександр Казаков —  капітан Рюмін
- Дмитро Матвєєв —  Васюков
- Борис Щербаков —  Анісімов
- Дар'я Михайлова —  Маринка Воронова
- Віра Майорова-Земська —  мати Маринки
- Олег Штефанко — курсант
- Лев Золотухін — генерал-майор Переверзєв
- Олександр Новиков — капітан
- Віталій Вашедський — молодший лейтенант
- Олександр Жарков — санінструктор

## Знімальна група
- Режисер: Олексій Салтиков
- Сценарій: Олексій Салтиков
- Оператори-постановники: Олександр Гарибян, Олександр Масс
- Художник-постановник: Володимир Постернак
- Композитор: Андрій Ешпай